# Lehnitzsee
Der Lehnitzsee ist ein schmaler Toteissee in der Zehdenick-Spandauer Havelniederung im Norden des Landes Brandenburg. Seinen Namen hat er vom Dorf Lehnitz am Südufer des Sees. Lehnitz und der Lehnitzsee gehören heute zum Stadtgebiet von Oranienburg. Der See erstreckt sich über 2,4 Kilometer in Nord-Süd-Richtung, bei einer Breite zwischen 250 und 470 Metern. Ursprünglich wurde der Lehnitzsee vom Stintgraben (auch Stinegraben) gespeist und über das Lehnitzfließ in die Havel entwässert.
Im Jahre 1914 wurde der See Bestandteil der Havel-Oder-Wasserstraße. Hierbei wurde eine schiffbare Verbindung vom Malzer Kanal über die Lehnitzschleuse zum Nordufer des Sees geschaffen. Der alte Abfluss namens Lehnitzfließ des Lehnitzsees wich einer Kanalverbindung zur Oranienburger Havel. Die Baumaßnahmen waren mit einer deutlichen Senkung des Wasserspiegels verbunden, wodurch sich die Fläche des Sees verringerte. Sein Einzugsgebiet vergrößerte sich dagegen enorm.
Industrie- und Hafenanlagen am Westufer des Sees sind größtenteils verschwunden.
Neben der Berufsschifffahrt, die den See, der Teil einer Bundeswasserstraße ist, heute nur noch durchquert, hat er vorwiegend Bedeutung für die Sport- und Ausflugsschifffahrt und seine Uferbereiche als Naherholungsgebiet.
Der Lehnitzsee ist ein kalkreicher, ungeschichteter See mit relativ großem Einzugsgebiet. Als potentiell mesotroph eingeschätzt war der See im Jahr 2014 schwach eutroph bei einem LAWA-Trophieindex von 3,0. Sowohl der ökologische als auch der chemische Zustand des Lehnitzsees wird nach der EG-Wasserrahmenrichtlinie auf einer fünfstufigen Skala mit 3 (= „mäßiger Zustand“; Umweltziel der WRRL wird knapp verfehlt) bewertet.
In Sarah Kuttners Roman Kurt (2019) macht die Ich-Erzählerin mit ihrem Lebensgefährten Kurt einen Badeausflug zum Lehnitzsee.